# Años 1630
Los años 1630 o década del 1630 se extendió desde el 1 de enero de 1630 y terminó el 31 de diciembre de 1639.

## Acontecimientos
- Guerra de los 30 años: Periodo sueco (1630-1635) e inicio del Periodo francés (1635-1648).
- Fundación de la ciudad de Boston.
- Cortes de Barcelona (1632)
- El rey Vladislao IV Vasa de Polonia derrota al ejército ruso en la Batalla de Smolensk.

## Personas destacadas
- Vicente de Paúl, sacerdote francés.